# ベルナール・フェレー
ベルナール・フェレー（Bernard Fellay FSSPX)(1958年4月12日 - ) は、カトリック聖伝主義の司祭兄弟会である聖ピオ十世会(SSPX)の前総長のスイス人司教である。1988年、教皇ヨハネ・パウロ2世は、フェレーら3人は、マルセル・ルフェーブル大司教によって司教に任命されたため、自動的に破門されたと発表した。聖座はこの行為を 「非合法的 」かつ「離教的」であるとした。ルフェーブル大司教と、この4人の司教を共同奉献したアントニオ・デ・カストロ・マイヤー司教も自動的に破門された。当時、フェレー司教は30歳で、ローマ・カトリック教会の最年少司教であった。2009年1月、フェレーの要請により、教皇ベネディクト16世の指示により、司教協議会は4人の司教の破門を取り消した。

## 幼少期および司祭としての司牧
フェレーは1958年にスイスのシエールにて生誕した。1977年10月、19歳でスイスのエコン（Écône）にある聖ピオ十世会国際神学校に入り、司祭になるための勉強を開始した。1982年6月29日、マルセル・ルフェーブル大司教により司祭に叙階された。 叙階後はSSPXのBursar Generalとして10年間、スイスSSPXの本部であったリッケンバッハ Rickenbachに駐在した。フェレーはフランス語、イタリア語、英語およびドイツ語に堪能であり、スペイン語も解する。また熱心なバイク乗りとしても知られている。

## 司教聖別およびバチカンより破門
1988年6月、マルセル・ルフェーブル大司教は、フェレー他3名の司祭(ベルナール・ティシエ・ド・マルレ、リチャード・ウィリアムソンおよびアルフォンソ・デ・ガラレタ)を司教へ聖別する意向を明らかにした。ルフェーブルはこの件に関して、教会法の第1382条により通常要求される、教皇からの許可など聖座からの命を受けてはいなかった。ルフェーブルは事前に聖座に何度も許可を求め、また聖座も（許可を出すことを）約束したにもかかわらず、一向に期日が示されなかったからである。1988年6月17日、prefect of the Congregation for Bishops であるベルナルダン・ガンタン Bernardin Gantin 枢機卿は、 当該4人の司祭に、もし彼らが教皇の許可なくルフェーブルによって司教に聖別されるならば、自動的に破門に処されるという、正式な教会法上の警告を送った。
1988年6月30日、フェレー他3名の司祭は、ルフェーブル大司教およびアントニオ・デ・カストロ・マイヤー司教により、司教に聖別された。1988年7月1日、ガンタン枢機卿は、ルフェーブル、デ・カストロ・マイヤー、フェレー他3名の新司教は「latae sententiae により聖座に留保されている破門を事実上受けた者である」という宣言を発した。
1988年7月2日に教皇ヨハネ・パウロ2世 が発した 自発教令 Ecclesia Dei (エクレジア・デイ)の中で、教皇は彼らの破門を再確認し、当該司教聖別は「教皇に対する重大な不服従であり、教会の一致において極めて重大事である("disobedience to the Roman pontiff in a very grave matter and of supreme importance for the unity of the Church")」とし、また「このような不服従は実質的に教皇の教導権の拒絶であり、離教行為を構成する("such disobedience – which implies in practice the rejection of the Roman primacy – constitutes a schismatic act".)」と説明した。エクレジア・デイ委員会の責任者であるダリオ・カストリヨン・オヨス Darío Castrillón Hoyos 枢機卿は、これについて「正式な分裂ではないにせよ、（SSPXは）離教の状態にある("situation of separation, even if it was not a formal schism.")」と述べた。
一方で SSPX 側は、司教聖別は必要なことであったとして、破門の有効性を否認している。SSPX は、教会法 (canon law) によれば、重大な事態の際には司教らに教皇の許可なく司教を聖別する権限が与えられているとして、カトリック教会が瀕している道徳的および神学的な深刻な危機をその理由に挙げた。

## 聖ピオ十世会総長として
1994年7月、SSPX の総会がエコンで開催され、フランツ・シュミットバーガー神父の後任として、フェレーが SSPX 総長に選出された。2006年7月12日、フェレーはさらに12年の任期で再任された。
2005年8月29日、フェレーはカステル・ガンドルフォにて教皇ベネディクト16世に謁見した。謁見にはカストリヨン・オヨス枢機卿とシュミットバーガー神父も同席した。彼らはカトリック教会におけるSSPXの現状、教会内の近代主義に対するSSPX側の懸念、トリエント・ミサの復興、および聖座が SSPX を認知する可能性について議論した。
ルフェーブル司教が1988年6月30日に奉献した4人の司教を代表してフェレー司教が行った再度の要請に応えて出された2009年1月21日付の法令（プロトコルナンバー 126/2009）により、司教総監は教皇ベネディクト16世から明示的に付与された権限によって、彼らがそれによって受けた自動的な破門を解除し、これに続いて速やかに SSPX 全体が教会と完全に交わることを望むと表明した、 ルフェーブルは、教皇ベネディクト16世から明示的に付与された権限によって、彼らがそれによって被った自動的な破門を免除し、これに続いて、SSPX 全体が教会と完全に交わり、目に見える一致の証しによって、教皇の教権と権威に対する真の忠誠と真の承認を証しすることが、速やかに行われるようにとの願いを表明した。 こうして、4人の司教の典礼上の地位は、SSPX の他の聖職者（司祭）と同様の聖職停止 a divinis となった。
この破門解除を、SSPX の全会員が揃って歓迎したわけではなかった。イタリア北東部の SSPX の教区長であるフロリアン・アブラハモヴィッツは、1988年以来SSPXが公式には破門ではないと主張してきたこれら4人の司教の「破門」を解除するとしていることから、この行動を「侮辱的」と呼んだ。 アブラハモヴィッツは、この発言やホロコーストに関連する発言により、SSPX イタリア管区から速やかに追放された。
アントニオ・カニサレス・リロベラ Antonio Cañizares Llovera 枢機卿（Congregation for Divine Worship and the Discipline of the Sacraments）は、もしルフェーブル大司教がフィレンツェ近郊の修道院で1970年のミサ典書に厳格に則ってミサが執り行われているのを見たならば、あのような行動を取ることはなかっただろう、とフェレー司教が述べたと報じた。
フェレーは2009年7月のインタビューで、ローマとの協議に関連して、第2バチカン公会議の意義について次のように語っている。「我々は第二バチカン公会議に対しいかなる妥協もするつもりはない。私に妥協する意思はない。真理は妥協を許さないものだ。我々は妥協ではなく、公会議に関する明確さを求めている」。
2011年2月、フェレーは、バチカンとの和解協議は、双方の見解にほとんど変化がないまま、間もなく終了すると述べた。第二バチカン公会議によって導入された変更をめぐる論争に加え、教皇ヨハネ・パウロ2世の列福計画が新たな問題を引き起こした。フェレーは、2011年5月1日に予定された教皇ヨハネ・パウロ二世の列福について、「深刻な問題、すなわち、彼らが第2バチカン公会議の精神と呼ぶものすべてに向かって、進歩的路線に沿って、誤った方向に飛躍的に物事を進める原因となった教皇職の問題」を提起していると述べた。
ウィリアムソン司教は、彼のウィークリーメッセージで、フェレーは聖座と聖ピオ十世会との対話 dialogue between the Society of St. Pius X and the Holy See ではあまりにも公開的すぎると書いた 。しかし、 2013年10月12日、フェレーは、「我々が昨年よりあらゆる合意から保護されていることを天主に感謝する("We thank God, we have been preserved from any kind of agreement from last year")」と宣言し、2012年4月15日にローマに提示した妥協案の文書を撤回したことを明らかにした。
同じ機会に、彼は「ファティマの第3の秘密」について、「教会における物質的な懲らしめと大きな危機の両方」を予言しているようだと語り、教皇フランシスコを「正真正銘の近代主義者」と評した。そのフランシスコは2013年7月下旬、一連の接触を開始している。「現時点では全体像はつかめていないかもしれないが、死ぬほど怖がるには十分だ」とフェレーは述べている。
フランシスコが2014年5月11日、ルフェーブル大司教の伝記を2度読み、それを楽しんだと述べたことについて、フェレーは異なる見解を表明した。「今の教皇は現実的な人なので、人を見ている。人が何を考え、何を信じているかは、結局のところ、彼にとってはどうでもいいことなのだ。重要なのは、その人が自分の考えに共感してくれるかどうか、自分にとって正しいと思えるかどうかだ。それゆえ、彼はティシエ・ド・マルレ司教のルフェーブル大司教に関する本を2度読み、この本は彼を喜ばせた。彼は私たちが代表するものすべてに反対だが、人生としては彼を喜ばせた。」 彼はまた、教皇フランシスコがアルゼンチンの SSPX に対して寛容な見解を示し、「私は彼らを非難しないし、誰かが彼らを訪問するのを止めることもしない」と述べた。
2012年12月28日、カナダ・ オンタリオ州ニューハンバーグのカルメル山の聖母聖堂 Our Lady of Mount Carmel Chapel から放送されたラジオインタビューで、フェレー司教はこう宣言した。「当時、教会が修道会を認めることに最も反対していたのは誰ですか？教会の敵です。ユダヤ人、フリーメーソン、近代主義者たちです。」 これは様々なメディアによって、ユダヤ教への攻撃と受け取られた。

聖ピオ十世会は以下の回答を公表した。
「フェレー司教がここで使用した「敵」という言葉は、当然宗教的な概念であり、カトリック教会の使命である霊魂の救いと、それを達成するための努力に反対する任意の集団や宗教団体を指します。...フェレー司教がユダヤ人について言及した際、ユダヤ教団体のリーダーを指していたのですが、ジャーナリストらによってユダヤ人全体に言及していると匂わすように報道されています。そのため、聖ピオ十世会のメッセージを沈黙させるために、反ユダヤ主義であるとか、ヘイトスピーチであるなどという誤った告発が繰り返し行われていますが、聖ピオ十世会はこれらを非難します。
("The word 'enemies' used here by Bishop Fellay is of course a religious concept and refers to any group or religious sect which opposes the mission of the Catholic Church and her efforts to fulfill it: the salvation of souls. ...By referring to the Jews, Bishop Fellay's comment was aimed at the leaders of Jewish organizations, and not the Jewish people, as is being implied by journalists. Accordingly the Society of St. Pius X denounces the repeated false accusations of anti-Semitism or hate speech made in an attempt to silence its message.")」
2014年12月9日、フェレー司教はブリュッセルの欧州議会に現れ、 イタリアの政治家マリオ・ボルゲツィオ（レガ・ノルド）の主導により、ヴェネト州知事ルカ・ザイアの立ち会いのもと、ナポリの San Gregorio Armeno の職人たちが作ったプレゼピオ（キリスト降誕の模型）を祝福した。同様の祝福が4年後にも再現された。
2017年5月24日の報道によれば、SSPX の司教は、地元の司教の許可を得ずに司祭を叙階する権限を、バチカンより認可されたとのことである。
2017年7月、フェレー司教は他の多くの聖職者や学者とともに、教皇フランシスコに対する「兄弟的勧告 Filial Correction」と題された文書に署名した。 教皇庁から返答がなかったために9月に公開された25ページの文書には、教皇が教皇在任中に述べたさまざまな言葉、行い、欠落は、愛徳および教会に反している可能性があると記されている。
フェレーの総長としての任期は2018年7月11日をもって満了し、選挙ののち、ダヴィデ・パリャラーニが後継者として次期総長に就任した。

## 参照
1. ↑  Apostolic Letter 'Ecclesia Dei' Archived January 29, 2015, at the Wayback Machine.
2. ↑  映像 - YouTube on YouTube
3. 1 2  Decree remitting the excommunication latae sententiae of the Bishops of the Society of St Pius X Archived September 12, 2011, at the Wayback Machine.
4. ↑  Interview for 30 days Archived 2006-02-13 at the Wayback Machine. (2005). 30giorni. Retrieved May 18, 2017.
5. ↑  SSPX FAQ Question 11 Archived 2011-04-12 at the Wayback Machine. (29 June 1987). SSPX.org. Retrieved May 18, 2017.
6. ↑  The 1988 consecrations: a theological study Archived 2011-08-07 at the Wayback Machine. (July & September 1999). Sì sì no no via SSPX.org. Retrieved May 18, 2017.
7. ↑  The 1988 consecrations: a canonical study Archived 2011-08-07 at the Wayback Machine. (November 1999). Sì sì no no via SSPX.org. Retrieved May 18, 2017.
8. ↑  Interview with Bishop Fellay about Papal Audience Archived February 24, 2006, at the Wayback Machine.
9. ↑  Homily on 25 January 2009 Archived 3 June 2009 at the Wayback Machine.
10. ↑  "Father Florian Abrahamowicz has for some time been expressing opinions differing from the official views of the Society of St. Pius X. The painful decision to expel him has become necessary in order to avoid having the image of the Society of St. Pius X further distorted with consequent harm to its work at the service of the Church." Lefebvriani, Fraternità San Pio X espelle prete negazionista Archived 2015-07-24 at the Wayback Machine. 5 February 2009
11. ↑  “Cardinal: If Lefebvre had seen proper Mass, he may not have split” (英語). Catholic News Agency. 2020年8月28日閲覧。
12. ↑  “Traditionalist bishop cites lack of progress in talks with Vatican”. 2011年2月23日時点のオリジナルよりアーカイブ。2011年2月23日閲覧。
13. ↑  Bishop Williamson, "Doctrine Undermined", 26 May 2012 Archived May 28, 2015, at the Wayback Machine.
14. 1 2  John Vennari, "Bishop Fellay on Pope Francis 'What we have before us is a genuine Modernist!'" in Archived 2015-07-08 at the Wayback Machine. Catholic Family News, October 2013
15. ↑  Catholic. “RORATE CÆLI: SSPX Bp. Fellay on Pope Francis: "He has read the biography of Abp. Lefebvre twice - and he liked it."And some other important revelations”. RORATE CÆLI. 2020年8月28日閲覧。
16. ↑  Sieczkowski, Cavan (2013年1月8日). “Bernard Fellay, Head Of Traditionalist Catholic Sect, Says Jews Are 'Enemies Of The Church'”. The Huffington Post 2017年5月19日閲覧。
17. ↑  “SSPX USA District press release: Bishop Fellay's comment "enemies of the Church"”. 2013年3月22日時点のオリジナルよりアーカイブ。2013年3月18日閲覧。
18. ↑  William A. Torchia, Esq.. “Bishop Fellay Blesses Crib in European Parliament”. 2023年4月24日閲覧。
19. ↑  “Il presepe napoletano a Bruxelles: chi lo porta? Il leghista Borghezio” (イタリア語). Il Mattino. (2018年12月5日) 2020年10月15日閲覧。
20. ↑  “Presepe lefebvriano al Parlamento europeo” (2014年12月6日). 2023年4月24日閲覧。
21. ↑  Prestigiacomo (2018年12月7日). “Il presepe napoletano al Parlamento Ue. E lo porta la Lega (in ritardo)” (イタリア語). 2018年12月7日時点のオリジナルよりアーカイブ。2020年10月15日閲覧。
22. ↑  “SSPX bishops authorized to ordain priests without permission of local bishops | News Headlines”. www.catholicculture.org. 2020年8月28日閲覧。
23. ↑  “Conservative Theologians Accuse Pope of Spreading Heresy”. New York Times 2017年9月25日閲覧。
24. ↑  “New Superior of the SSPX - Father Davide Pagliarani”. Gloria.tv. (2018年7月11日)